# Малый Купавенский проезд
Малый Купавенский проезд — улица на востоке Москвы в районе Ивановское Восточного административного округа. Проезд расположен между улицами Магнитогорская и Чечулина.
Назван по подмосковному рабочему поселку Купавна в связи с расположением на востоке Москвы у шоссе Энтузиастов, ведущем в Купавну. Посёлок Купавна в свою очередь получил название от речки Купавенки. Малым проезд является по отношению к Большому Купавенскому проезду, проходящему параллельно.

## Транспорт
На пересечении улицы Чечулина и Малого Купавенского проезда находится конечная станция автобусов. По проезду проходят автобусные маршруты 214, 257, 664, 702, 674, 776.